# Sequoyah (Oklahoma)
Sequoyah est une census-designated place du comté de Rogers, dans l'État d'Oklahoma, aux États-Unis,. En 2000, elle compte une population de 671 habitants.